# Fredensborg Museum
Fredensborg Museum har til huse i en gammel rytterskole i Avderød. I Fredensborg Kommune har der været fire af disse rytterskoler. Udover skolen i Avderød, har der også ligget en i Grønholt, en i Veksebo samt en i Daugløkke (Dageløkke).
Museet drives nu af Fredensborg Kommune, men blev oprindeligt bygget op af Karlebo Lokalhistoriske Forening, der også har haft adresse på museet. . I 1983-1997 rummede bygningen også Karlebos Lokalhistoriske Arkiv.
Som Fredensborg Kommunes kulturhistoriske museum, belyser museet gennem sine udstillinger den politiske, økonomiske, sociale og kulturelle historie i de to tidligere kommuner (Karlebo Kommune og Fredensborg-Humlebæk Kommune), der i dag udgør Fredensborg Kommune. Museet indsamler, registrerer og opbevarer historiske genstande, der er relevante for lokalområdets historie og udvikling.
Museet har en have, hvor man har mulighed for at nyde sin medbragte mad.

## Permanente udstillinger
Museet har tre permanente udstillinger.

### Kunstfliserne
Udstillingen omfatter bl.a. nogle meget sjældne og smukke kunstfliser fra Humlebæk og Nivå Flisefabrikker fra perioden 1936-1981. Man kan bl.a. se eksempler de traditionelle efterligninger af hollandske fliser, men det, der først og fremmest gør udstillingen unik og seværdig, er samlingen af kunstfliser fremstillet af kendte kunstnere som Asger Theisen, Yan Kai Nielsen og Harald Isenstein. Kunstkeramikeren Svend Eriksens arbejder fylder også godt i samlingen, hvor særligt hans altertavlebillede med et motiv af den sidste nadver bør bemærkes. Derudover spænder motiverne over alt fra H.C. Andersens eventyr til det mere frie og fabulerende. Der er fliser af bordskånertypen, kakkelbordstypen samt fliser til anvendelse i forbindelse med vægmalerier. Udstillingen er lille, men fuld af oplevelser.

### Skolestuen
Museet har indrettet en gammel skolestue med møbler og inventar fra skolerne samt tidligere skoler i både Karlebo og Fredensborg-Humlebæk Kommune. Derudover udstilles en række spændende og interessante genstande og materialer fra skolens verden – enkelte af dem er mere end 150 år gamle. Bl.a. gamle skolebøger, som man gerne må bladre i. Man kan her opleve eller genopleve dengang, man skrev med pen og blæk eller på skifertavle med en griffel. Skolestuen fungerer som et historisk værksted, hvor man selv kan opleve en del af en skoledag, som den kunne forme sig for mellem 60 og 80 år siden.

### Landbokulturen
Den nyeste permanente udstilling åbnede den 27. maj 2011. Den viser genstande og temaer med tilknytning til den historiske landbokultur, der har præget området, der siden blev til Fredensborg Kommune, gennem mange hundrede år.
Desuden har museet hele tiden en særudstilling.

## Eksterne kilder og henvisninger
- Fredensborg Museum Arkiveret 10. maj 2022 hos  Wayback Machine
- Karlebo Lokalhistoriske Forening Arkiveret 22. januar 2012 hos  Wayback Machine
- Fredensborg-Humlebæk Lokalhistoriske Forening Arkiveret 27. januar 2012 hos  Wayback Machine
- Karlebo Mølle Arkiveret 15. marts 2012 hos  Wayback Machine
- Højsager Mølle Arkiveret 4. december 2011 hos  Wayback Machine

55°55′5.53″N 12°26′14.88″Ø / 55.9182028°N 12.4374667°Ø
|  | Denne artikel om en bygning eller et bygningsværk kan blive bedre, hvis der indsættes et (bedre) billede. Du kan hjælpe ved at afsøge Wikimedia Commons for et passende billede eller lægge et op på Wikimedia Commons med en af de tilladte licenser og indsætte det i artiklen. |